# Kerk van Wirdum (Oost-Friesland)
De kerk van Wirdum is een kerkgebouw in Wirdum, een klein dorpje in de gemeente Brookmerland in het Landkreis Aurich. De kerk werd gebouwd in het begin van de veertiende eeuw en was een dochterkerk van het klooster Aland. De kerk en losstaande klokkentoren staan centraal op de warft van Wirdum.